# Contea di Ashland (Wisconsin)
La contea di Ashland (in inglese, Ashland County) è una contea dello Stato del Wisconsin, negli Stati Uniti. La popolazione al censimento del 2000 era di 16 866 abitanti. Il capoluogo di contea è Ashland.